# Comuna Drăguțești, Gorj
Drăguțești este o comună în județul Gorj, Oltenia, România, formată din satele Cârbești, Dâmbova, Drăguțești (reședința), Iași-Gorj, Tâlvești și Urechești.

## Așezare
Comuna este situată în zona subcarpatică a Olteniei, în depresiunea Târgu-Jiu, localitatea fiind localizată în partea centrală a județului, având o distanță de 8 km, față de municipiul reședință de județ, Târgu Jiu, și este deservită de DN66, ce o leagă de municipiile Târgu Jiu și Craiova, precum și de orașele Rovinari și Filiași. De asemenea, comuna este deservită geografic și de coridorul Jiului. La nord se învecinează cu municipiul Târgu Jiu, la nord-vest cu comuna Bălești, la sud-vest cu orașul Rovinari, la sud cu comuna Bâlteni și la est cu comuna Dănești.

## Demografie
Componența etnică a comunei Drăguțești
     Români (93,7%)
     Alte etnii (0,08%)
     Necunoscută (6,22%)
Componența confesională a comunei Drăguțești
     Ortodocși (92,71%)
     Alte religii (0,54%)
     Necunoscută (6,74%)
Conform recensământului efectuat în 2021, populația comunei Drăguțești se ridică la 4.969 de locuitori, în scădere față de recensământul anterior din 2011, când fuseseră înregistrați 4.996 de locuitori. Majoritatea locuitorilor sunt români (93,7%), iar pentru 6,22% nu se cunoaște apartenența etnică. Din punct de vedere confesional, majoritatea locuitorilor sunt ortodocși (92,71%), iar pentru 6,74% nu se cunoaște apartenența confesională.

## Istorie
La sfârșitul secolului al XIX-lea, satul Drăguțești era parte a comunei Iași, una dintre comunele ce compun în prezent, comuna Drăguțești. Comuna Iași era parte a plășii Ocolu a județului Gorj și era alcătuită din satele Drăguțești și Iași, cu o populație de 725 de locuitori. În comună funcționa o școală mixtă frecventată de 35 de elevi (dintre care trei fete) și trei biserici. La acea vreme, pe teritoriul actual al comunei, în aceiași plasă, funcționau comunele Urechești și Cârbești. Comuna Urechești era alcătuită din satele Urechești, Tălvești și Văcarea, cu o populație de 950 de locuitori, existând aici o școală și o biserică, iar comuna Cârbești era alcătuită din satele Cârbești, Dâmbova și Tâlvești, cu o populație de 667 de locuitori (dintre care 10 familii erau de rromi). În comună exista o școală mixtă frecventată de 34 de elevi și o biserică de lemn.
Anuarul Socec din 1925 consemnează comunele Cârbești și Urechești în plasa Peșteana, iar comuna Iași în aceiași plasă din care făcea parte și anterior (ambele din același județ). Comuna Cârbești avea o populație de 1464 de locuitori (în satele Cârbești, Dâmbova și Tâlvești), comuna Urechești avea o populație de 930 de locuitori (doar în satul de reședință cu același nume), iar comuna Iași avea o populație de 1054 de locuitori (în satele Drăguțești, Iași și Românești).
În 1931, comuna Urechești este desființată, iar unicul său sat a fost transferat comunei Iași. După regruparea comunelor rurale și urbane din același an, comuna Cârbești își păstrează structura, în timp ce comuna Iași este consemnată cu satele Drăguțești, Iași, Urechești și Zlătești.
În anul 1950, comunele au fost arondate raionului Târgu Jiu a regiunii Gorj, raion care doi ani mai târziu a fost arondat regiunii Craiova, și apoi (după 1960), regiunii Oltenia. Între timp, satul și comuna Iași, primesc numele de Iași-Gorj.
În anul 1968, comunele au fost transferate județului Gorj, și au fost desființate, înființându-se comuna Drăguțești, ce înglobează satele comunelor Cârbești și Iași-Gorj. Tot atunci, se desființează satul Zlătești și este contopit cu satul Drăguțești.

## Monumente istorice

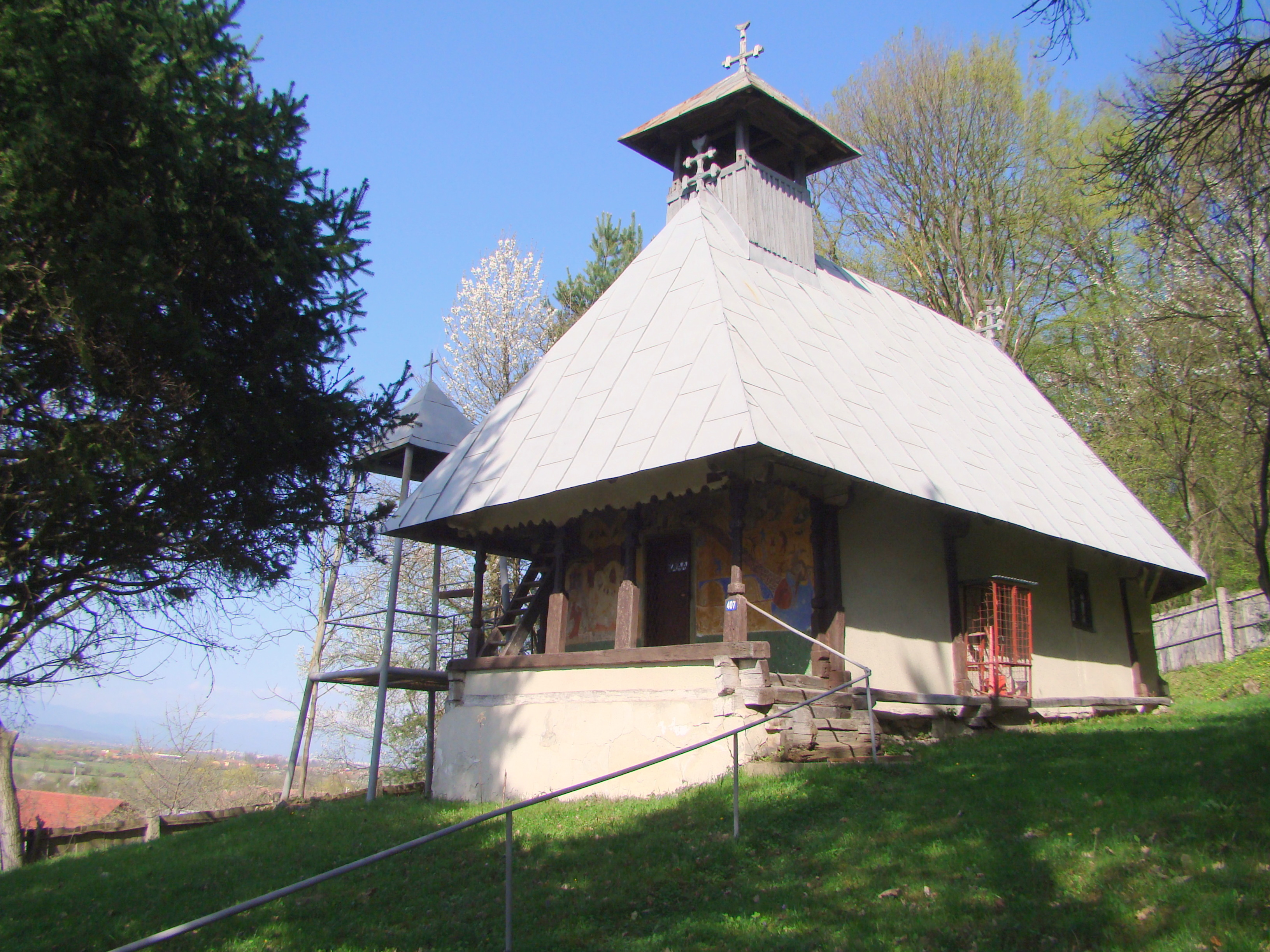
Biserica de lemn din Cârbești, monument istoric de interes local din comuna Drăguțești

Cinci monumente istorice din comuna Drăguțești se regăsesc în lista monumentelor istorice din județul Gorj, două dintre acestea se pot găsi în satul Cârbești, iar ultimele trei în satul Urechești.
Printre cele din satul Cârbești putem să enumerăm Biserica de lemn din Cârbești cu hramul Sfințiilor Voievozi, ce datează din anul 1780, precum și de o fântână care datează de la începutul secolului XX, iar monumentele din satul Urechești sunt casele de lemn ale lui Dinică Cruceru, Constantin Popescu și Ion Chilianu, cu datări din secolul al XIX-lea și 1825.

## Politică și administrație
Comuna Drăguțești este administrată de un primar și un consiliu local compus din 13 consilieri. Primarul, Dumitru Ion Popescu[*], de la Partidul Social Democrat, este în funcție din iunie 2017. Începând cu alegerile locale din 2024, consiliul local are următoarea componență pe partide politice:
|  | Partid                          | Consilieri | Componența Consiliului | Componența Consiliului | Componența Consiliului | Componența Consiliului | Componența Consiliului | Componența Consiliului | Componența Consiliului |
|  | ------------------------------- | ---------- | ---------------------- | ---------------------- | ---------------------- | ---------------------- | ---------------------- | ---------------------- | ---------------------- |
|  | Partidul Social Democrat        | 7          |                        |                        |                        |                        |                        |                        |                        |
|  | Partidul Național Liberal       | 3          |                        |                        |                        |                        |                        |                        |                        |
|  | Alianța pentru Unirea Românilor | 2          |                        |                        |                        |                        |                        |                        |                        |
|  | Uniunea Salvați România         | 1          |                        |                        |                        |                        |                        |                        |                        |

## Personalități născute aici
- Constantin C. Neamțu (1868 - 1962), om politic, senator, primar al Craiovei.

## Vezi și
- Biserica de lemn din Urechești, Gorj
- Biserica de lemn din Cârbești
- Coridorul Jiului (sit de importanță comunitară)